# Baldachów
Baldachów – część wsi Giełczew Pierwsza, położonej w województwie lubelskim, w powiecie lubelskim, w gminie Wysokie.
W latach 1975–1998 miejscowość należała administracyjnie do województwa zamojskiego.

## Położenie
Miejscowość położona jest przy ujściu nienazwanej strugi, wypływającej w okolicach wsi Józefin do Giełczewki. Przez Baldachów przebiega droga relacji Kajetanów-Sobieska Wola Pierwsza. 
Odległości do większych miejscowości:
- Wysokie – 8 km
- Warszawa – 202 km
- Lublin – 38 km
- Piaski – 30 km
- Krzczonów – 9 km
- Żółkiewka – 14 km
- Frampol – 36 km
- Biłgoraj – 52 km
- Bychawa – 17 km